# Sam Smith
Pour les articles homonymes, voir Smith.
Samuel Smith, dit Sam Smith, né le 19 mai 1992 à Londres, est un chanteur, auteur, musicien, producteur britannique.
Sam Smith étudie la musique et le chant pendant son enfance et commence sa carrière à dix-huit ans. Plusieurs de ses chansons rencontrent un grand succès, comme son premier single Latch en 2012 avec le groupe Disclosure, puis La La La en 2013 avec Naughty Boy. Smith sort son premier album In the Lonely Hour en 2014, qui se hisse à la première place des charts au Royaume-Uni. L'année suivante, son œuvre musicale est récompensée par quatre Grammy Awards 2015 et deux récompenses des Brit Awards ; en 2016, Sam Smith remporte l'Oscar de la meilleure chanson originale. Son deuxième album studio, The Thrill of It All, sort en 2017 et est suivi d'une tournée. La pandémie de Covid-19 retarde la sortie de son troisième album en 2020, Love Goes.

## Biographie

### Enfance
Samuel Frederick Smith naît le 19 mai 1992, à Londres. À sa naissance, son père, Frederick Smith, est homme au foyer et sa mère, Kate Cassidy, courtière. Sam Smith commence ses études comme élève du Youth Music Theatre et en jouant dans leur production Oh! Carol en 2007 avant de rejoindre des groupes de jazz. Smith étudie pendant quelques années le chant et la composition de chansons avec la chanteuse et pianiste de jazz Joanna Eden (en), et participe au Bishop's Stortford Junior Operatics du renommé Cantate Youth Choir. En 2009, sa mère est licenciée pour avoir consacré trop de temps à la carrière de Sam Smith, au détriment de son travail, ce qu'elle nie. À l'âge de dix-huit ans, Smith s'installe à Londres pour tenter sa chance dans le monde de la musique et gagne sa vie en travaillant dans des bars et comme baby-sitter,.

### Carrière musicale

#### 2012-2013:LatchetLa La La
Jimmy Napes présente Sam Smith au duo Disclosure. Fin 2012, leur single Latch devient un tube, notamment au Royaume-Uni où il se classe en onzième position des meilleures ventes. Son premier titre Lay Me Down en février 2013 rencontre un succès plus modéré. Le titre n'est alors pas encore annoncé comme single[pas clair].
La même année, la chanson La La La de Sam Smith et Naughty Boy atteint la première place des charts au Royaume-Uni et en Italie et se classe parmi les cinq titres les plus vendus dans de nombreux pays européens ainsi qu'en Australie,. Le premier EP de Sam Smith, Nirvana, dont est extrait Stay with Me, sort durant dans la foulée de ce premier succès, pendant l'été 2013,.

#### 2014 - 2016:In the Lonely Houret succès international
Son premier album In the Lonely Hour entre directement en première position des charts britanniques en mai 2014. Les extraits Money on My Mind et Stay with Me atteignent également la première place des ventes de single au Royaume-Uni. Sam Smith a déclaré avoir composé cet album à la suite d'une déception amoureuse avec un garçon. Dans le cadre d'un remix, la chanteuse Mary J. Blige a posé sa voix sur le titre pour l'accompagner. Le single suivant est Leave Your Lover, suivi par I'm Not the Only One qui sera exploité en tant que quatrième single de l'album. L'actrice américaine Dianna Agron, connue pour son rôle dans la série Glee, apparaît dans le vidéoclip de la chanson. Le titre bénéficie lui aussi d'un remix, cette fois-ci avec la participation du rappeur ASAP Rocky. Les deux artistes interprètent ensemble ce titre lors de la cérémonie des American Music Awards le 23 novembre 2014. L'exploitation de l'album se poursuit par la sortie des deux autres singles : Restart et Like I Can, ainsi qu'une tournée en 2015.
Parallèlement, Sam Smith rejoint le groupe de charité Band Aid 30 pour récolter des fonds contre l'épidémie d'Ebola, et prête sa voix aux côtés d'autres artistes comme les One Direction, Ed Sheeran, Emeli Sandé, Rita Ora ou Bono pour une reprise du titre Do They Know It's Christmas?, avant de sortir une reprise du titre Have Yourself A Merry Little Christmas de Judy Garland dédié à la fête de Noël. Ce titre est disponible uniquement à l'achat digital, depuis le mois de décembre 2014. À la fin du mois de janvier 2015, Sam Smith poursuit la promotion de son premier album studio avec la sortie officielle du single Lay Me Down, déjà chanté sur les plateaux télévisés avant la sortie de l'album.
En février 2015, Sam Smith reçut quatre Grammy Awards. Après avoir interprété avec Mary J. Blige la chanson Stay With Me sur la scène des Grammy, Sam Smith prononce un discours lui permettant de remercier son partenaire : « Je veux remercier l'homme qui a inspiré cet album et que j'aime depuis l'an dernier. Merci beaucoup d'avoir brisé mon cœur, parce que tu m'as fait gagner quatre Grammys »,. Quelques semaines plus tard, les Brit Awards l'honorent de deux récompenses et lui donnent l'occasion d'interpréter pendant la cérémonie sa chanson Lay Me Down. Ce même titre bénéfice d'un remix avec le chanteur John Legend pour l’événement caritatif « Red Nose Day » organisé par l'association Comic Relief pour lutter contre la famine en Éthiopie. Le titre est disponible à la vente depuis le 10 mars 2015.
Il est annoncé le 8 septembre 2015 que Sam Smith est l'interprète de la chanson du nouvel opus de James Bond, 007 Spectre. Writing's on the Wall est sorti en téléchargement le 25 septembre 2015.
Sam Smith remporte l'Oscar de la meilleure chanson originale en 2016.

#### 2017:The Thrill of It All
Le 8 septembre 2017, Smith sort un nouveau single, intitulé Too Good at Goodbyes, qui fait ses débuts en tête de classement au Royaume-Uni. Le 5 octobre suivant, Smith annonce le titre et la sortie de son deuxième album studio, The Thrill of It All, qui est mis en vente le 3 novembre.

#### 2020:Love Goes
En janvier 2019, Sam Smith sort la chanson Dancing with a Stranger en duo avec Normani Kordei en simple. Elle a atteint le top 10 au Royaume-Uni, aux États-Unis et dans d’autres pays.
Un troisième album était initialement prévu pour mai 2020 et devait être intitulé To Die For. En raison de la pandémie de Covid-19, Sam décide de reporter cette sortie et de changer le nom de l'album en Love Goes,.

#### 2023: Grammy
Sam Smith est le « premier artiste ouvertement non-binaire à avoir gagné un Grammy » pour son featuring avec Kim Petras, Unholy (« incontournable sur TikTok »), dans la catégorie de la meilleure prestation vocale pop d’un duo ou groupe,.
En 2023, Sam Smith participe aussi à la bande originale du film Barbie avec la chanson Man I Am.

### Vie privée

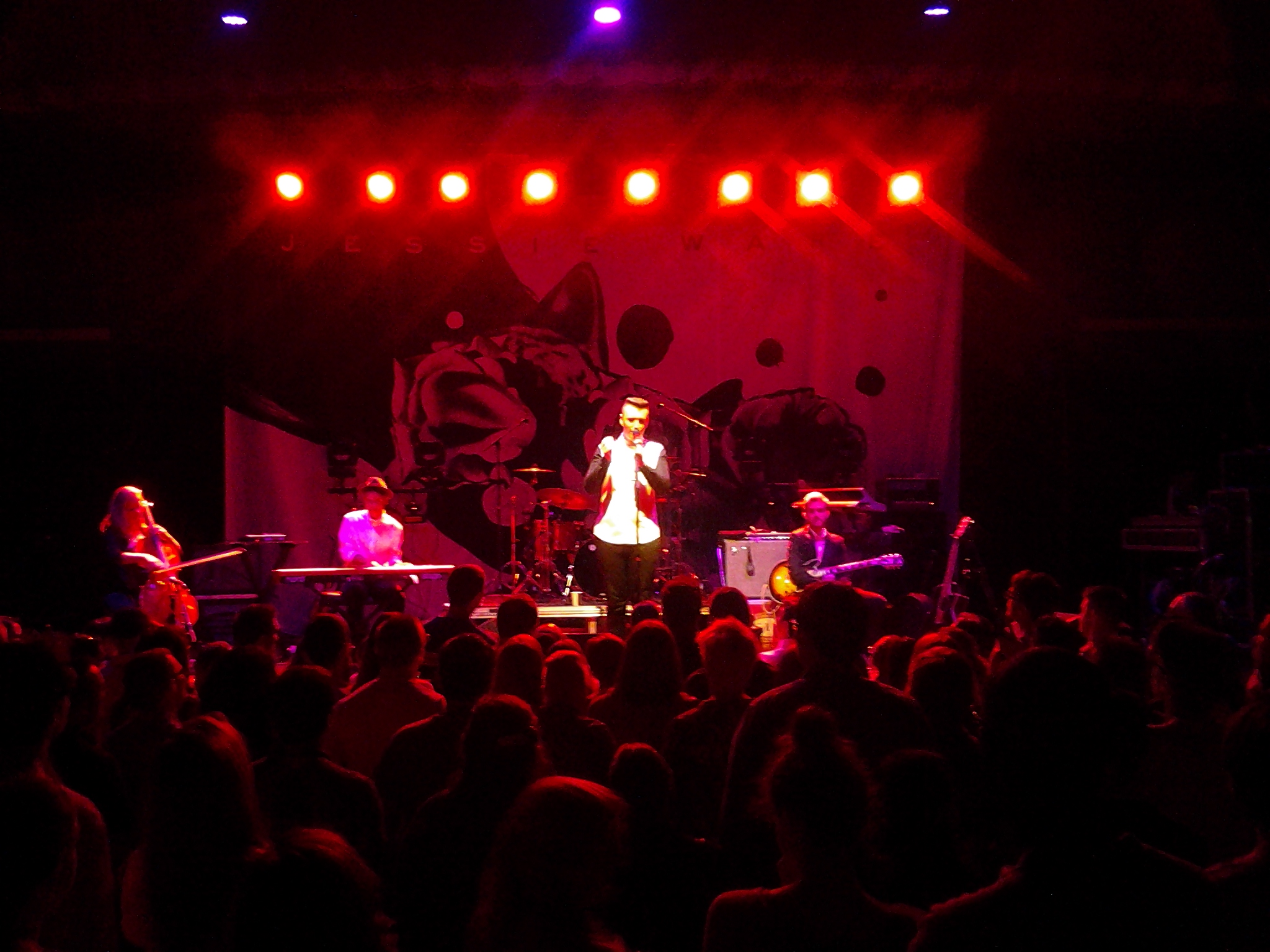
Sam Smith à Boston en 2013.

Sam Smith exprime ouvertement son homosexualité en indiquant en éprouver de la fierté,, mais a de la difficulté à accepter son corps et  son poids. Pendant l'automne 2017, Smith fait son coming out non binaire, et décide d'adopter les pronoms neutres they/them.
La chanteuse Lady Gaga fait partie de ses sources d'inspirations et de ses motivations.
L'acteur britannique Alfie Allen et la chanteuse britannique Lily Allen sont ses cousins au troisième degré.
D'octobre 2017 à juin 2018, Smith est en couple avec l'acteur américain Brandon Flynn,.

## Discographie

### EP
- 2013 : Nirvana

## Tournées
- 2015 : In The Lonely Hour Tour
- 2018 : The Thrill of It All Tour
- 2023 : Gloria Tour

## Distinctions
- Brit Awards 2014 : choix des critiques (Critics' choice)[35] ;
- BBC Sound of 2014[36] ;
- American Music Awards 2014 : meilleur artiste pop/rock masculin[37] ;
- Grammy Awards 2015 : 
  - meilleur nouvel artiste,
  - chanson de l'année,
  - enregistrement de l'année,
  - album pop vocal de l'année[38] ;
- Brit Awards 2015 : 
  - succès de l'année,
  - révélation de l'année[39] ;
- NAACP 2015 : meilleur groupe, duo ou collaboration, avec Mary J. Blige[40] ;
- 2 Guinness World Record 2015 de l'album resté le plus longtemps dans le top 10 UK pour son premier album In the Lonely Hour et du premier thème de James Bond ayant été à la tête du hit parade au Royaume-Uni[41] ;
- Oscars du cinéma 2016 : meilleure chanson originale pour Writing’s On The Wall[42].
- Grammy Awards 2023 : 
  - meilleure prestation vocale pop d'un duo ou groupe[38]